# 岡畠鉄也
岡畠 鉄也（おかはた てつや、1956年 - ）は、日本の経営者。中国新聞社社長。

## 経歴
広島県出身 。1979年に早稲田大学教育学部を卒業し、中国新聞社に入社。2012年に同社取締役、2017年に中国放送社長を経て、2019年より中国新聞社代表取締役社長就任。